# Juliustown, New Jersey
Juliustown, New Jersey (енгл. Juliustown) насељено је место без административног статуса у америчкој савезној држави Њу Џерзи.

## Демографија
По попису из 2010. године број становника је 429.
| Група             | 2000.    | 2010.       |
| Белци             | 0 (0,0%) | 400 (93,2%) |
| Афроамериканци    | 0 (0,0%) | 12 (2,8%)   |
| Азијати           | 0 (0,0%) | 6 (1,4%)    |
| Хиспаноамериканци | 0 (0,0%) | 5 (1,2%)    |
| Укупно            | 0        | 429         |